# Hadreule elongatula
Hadreule elongatula là một loài bọ cánh cứng trong họ Ciidae. Loài này được Gyllenhal miêu tả khoa học năm 1827.